# サーモパイル
サーモパイル（thermopile, 熱電堆）は熱エネルギーを電気エネルギーに変換する電気部品である。サーモパイルは複数の熱電対（thermocouple）を直列あるいは並列に接続したものである。
サーモパイルは絶対温度を測定するものではなく、局所的な温度差あるいは温度勾配に比例した電圧を出力するものである。サーモパイルは、医療分野で耳から体温を測定するために用いられている赤外放射温度計の主要部品である。また、熱流量計にも広く用いられている。

## 構造と用途
- サーモパイルは熱エネルギーを電気エネルギーに直接変換する変換器である。サーモパイルは複数の熱電対を直列あるいは並列に接続したものである。
- 単独の熱電対で得られる出力電圧が十分な大きさにならないため、熱電式の日射計にはサーモパイルが用いられる。
- サーモパイルの感熱部分に熱放射を吸収させると、その部分は周囲よりも高温になる。そのときの周囲と感熱部分の温度差を利用して熱放射を測定する。いくつもの小さな熱電対を直列接続し、それを車輪のスポークのような形にして、その車軸に当たる位置に温接点（hot junction)を集中させ、それを感熱部分とする。一方、冷接点（cold junction）はあまり温度の変動しにくいセンサ内部に接触させておく。こうして感熱部分とセンサ内部の温度差を複数の熱電対で測定している。個々の熱電対の微弱な出力電圧は直列接続により加算され、サーモパイル全体では、単独の熱電対よりも大きな出力電圧が得られる仕組みになっている。
- サーモパイルは熱電対を直列接続したものが一般的である。熱電対を直列接続する目的は、出力電圧を増加させることや、温度を空間的に平均するためである。